# Jutta Urpilainen
Jutta Pauliina Urpilainen, finska političarka, * 4. avgust 1975, Lapua, Finska. 
Bila je prva predsednica finske Socialdemokratske stranke, ki jo je vodila med letoma 2008 in 2014, med letoma 2011 in 2014 je bila finska ministrica za finance. Od 1. decembra 2019 je postala evropska komisarka za mednarodno partnerstvo v Evropski komisiji, ki jo vodi Ursula von der Leyen.

## Zgodnje življenje
Urpilainenova je bila rojena v Lapui v Južni Ostrobotniji. Je hči nekdanjega politika Karija Urpilainena. Študirala je na univerzi Jyväskylä, kjer je leta 2002 diplomirala kot magistrica izobraževanja. Med dodiplomskim študijem je preko projekta Erasmus eno leto preživela na Dunaju. Do izvolitve v parlament je delala kot učiteljica.

## Politična kariera

### Zgodnji začetki
Leta 2001 je bila predsednica finskih mladih evropskih federalistov. Istega leta je postala članica mestnega sveta mesta Kokkola .

### Poslanka in predsednica stranke
V volilni enoti Vaasa je bila leta 2003 izvoljena v nacionalni parlament. Bila članica odbora za izobraževanje in kulturo ter namestnica člana odbora za finance. Poleg parlamentarnega dela je bila tudi članica svetovalnega sveta Finskega inštituta za mednarodne zadeve.
Urpilainenova je bil junija 2008 izvoljena za predsednico Socialdemokratske stranke, kjer je nasledila nekdanjega podpredsednika vlade in finančnega ministra Eera Heinäluomo. Zmagala je na drugem glasovanju in premagala nekdanjega zunanjega ministra Erkkija Tuomiojo z 218 glasovi za in 132 glasovi proti. V času njenega mandata (od leta 2008 do leta 2014) je podpora stranki padla z 21 na 15,5 odstotka, a je na volitvah leta 2011 stranko uspela vrniti v vlado.

### Ministrica za finance
Po parlamentarnih volitvah leta 2011, na katerih je SDP postala druga največja stranka, je bila Urpilainenova imenovana na mesto ministrice za finance in podpredsednico vlade, ki jo je vodil Jyrki Katainen. Kot finančna ministrica je leta 2012 predsedovala sestankom finančnih ministrov Nordijskega sveta .
Nagli porast evroskeptične stranke True Finns na volitvah leta 2011 je povzročil poostrenje stališča socialnih demokratov do evra, zaradi česar je Finska postala edina država, ki je v okviru svojih mednarodnih reševanj želela zavarovati svojo pomoč do Grčije in Španije. 6. julija 2012 je Urpilainenova na svoji spletni strani povedala: "Finska bi raje razmislila o izstopu iz evroobmočja kot pa o plačilu dolgov drugih držav na valutnem območju." Mednarodni novičarski mediji, kot je Daily Telegraph, so izjavo narobe razumeli kot grožnjo, da bo Finska zapustila evroobmočje . Asistentka Urpilainenove Matti Hirvola je pozneje pojasnila njene izjave, češ, da je mislila, da Finska ne želi biti odgovorna za plačilo dolžniških vlog drugih držav. Le mesec dni kasneje je Urpilainenova morala popraviti vladni cilj rasti za tisto proračunsko leto na nič, saj se je izvoz upočasnil; edini državi evroobmočja, ki sta bili slabši, sta bili Grčija in Portugalska.
Urpilainenova se je na predsedniški konferenci Socialdemokratske stranke leta 2014 potegovala za vnovični mandat. Njen izzivalec Antti Rinne jo je tesno premagal z 257 glasovi proti 243. Urpilainenova je nato junija odstopila s položaja finančne ministrice.
Pred predsedniškimi volitvami leta 2018 so Urpilainenovo pogosto omenjali kot potencialno kandidatko. Februarja 2017 je napovedala, da se za funkcijo ne namerava potegovati.
Od leta 2017 do 2019 je bila nato posebna predstavnica za mediacijo ministra za zunanje zadeve Tima Soinija .

### Evropska komisarka
1. decembra 2019 je Jutta Urpilainen prevzela funkcijo evropske komisarke v komisiji Von der Leyen s portfeljem mednarodnih partnerstev.

## Zasebno življenje
Urpilainenova je poročena z Juho Mustonenom, uradnikom na finskem zunanjem ministrstvu. V letih 2017 in 2019 sta posvojila dva otroka iz Kolumbije.
Leta 2002 je Urpilainenova posnela božični album z naslovom "Christmassy words" z različicami "Winter Wonderland" in "Jingle Bells".